# D-74式122毫米加农炮
D-74式122毫米加农炮是苏联于二战后研制的一型牵引式火炮。

## 设计历史
1946年4月开始设计新一代火炮，以取代二战时期广泛使用的过时的1931/37式122mm加农炮、M1937(ML-20)152毫米榴弹炮等大中口径火炮。为此同时开始了两个系列的研制：
- 斯维尔德洛夫斯克的彼得罗夫第九工厂设计局，1947年至1950年在费奥多尔·费奥多罗维奇·彼得洛夫（英语：Fëdor Fëdorovich Petrov）领导下研发了D-74式122毫米加农炮与M1955式(D-20)152毫米加农榴弹炮（英语：152 mm towed gun-howitzer M1955 (D-20)）。二者使用相同的炮架。
- 彼尔姆的莫托维利哈172厂（英语：Motovilikha Plants）(MOTZ)设计局，研发了M-46 (130 mm)与M-47 (152 mm)，二者使用相同的炮架。正式型号分别为52-P-482与52-P-547。1950年完成设计。1951年量产。

D-74在1955年首次公开。122毫米的D-74与130毫米的M-46都被苏军装备使用。但M-46以更远射程、更大威力而得到普遍使用。

## 描述n
D-74 有一个 52 口径的枪管，带有一个双挡板枪口制动器和一个半自动垂直滑块缺口，带有一个固定的下巴和滑块向下移动以打开。枪管安装在一个长环形支架上，耳轴正好位于缺口前方。反冲系统（缓冲器和回收器）安装在枪管上方的支架上。压缩平衡齿轮安装在鞍座支撑后面，穿过形状复杂的鞍座连接到耳轴前方的摇篮。这可以通过裂缝下方的泵手动重新加压。缺口有一个弹丸固定扣，以防止炮弹在用手动夯锤夯实之前在更高的高度滑出。
顶部导线总角度为 60°，垂直仰角范围为 -5° 至 50°。
箱梁截面分离式支腿铰接在摇篮支架上，用螺栓将它们锁定在打开或关闭位置。摇篮支架还有一个螺栓，用于在牵引枪之前将枪管锁定在中心以进行横向移动。每条小径的末端都有小铁锹，每条小径的侧面都有大铁锹的配件。大铲用于松软的地面，并通过与 M-46 上的类似铲相同的方式安装到尾端。这些黑桃是与 D-20 马车的主要区别。
为了帮助实现全方位的托架横动，在摇篮支架的前部安装了一个枢轴千斤顶。枢轴千斤顶不是底板，枪用泡沫填充的橡胶轮胎轮支撑枪在地面上开火。当枪开始行动时，枢轴千斤顶向下折叠并调整到地面上。如果需要大横移，则将每条支腿上的小千斤顶向下旋转，将支腿顶起，直到主轮抬离地面，安装在每条支腿上的柏忌轮向下摆动，支腿上的千斤顶升起，车厢然后横穿，并重新使用越野千斤顶提升柏忌轮，然后将零件放回其主轮上。
当枪被拖曳时，枢轴千斤顶还用于固定枪管以防止垂直运动。枪管通过摇篮支架上的螺栓锁定在中心以进行横向移动。千斤顶向上折叠，环形支架上的凸耳与千斤顶底座接合，固定在鞍座支架上的两个张紧器钩在支架上，这些张紧器被拧紧以将支架锁定在千斤顶底座上。
与那个时期的正常情况一样，枪有一个护罩，包括支架下方的一个折叠件。上护罩的中心部分可以上下滑动，也可以折叠以适应更高射角的枪管。盾牌可以为瞄准具和炮弹提供一些防止枪口爆炸的保护，尽管通常显示它是用长挂绳发射的，但可能主要是为了防御机枪火力。
非往复式瞄准具专为单人铺设而设计。包括一个直射反坦克望远镜（OP4M）、一个全景潜望式间接射击瞄准器、一个刻度盘瞄准器（PG1M）、一个角度刻度和一个刻有射程（距离）的单装药射程鼓刻度，耦合到安装在刻度盘上的高度水平气泡。当部件被目视放置在目标上并且范围设置在距离鼓上时，距离鼓启用标准的苏联半直接射击技术。
该枪使用金属弹壳发射单独的弹药，该弹壳也提供封闭。弹药与 122 毫米榴弹炮使用的弹药不同。有单次收费，没有增量。炮弹重量为 25 kg，初速为 900 m/s，尽管稍轻的 APHE 炮弹具有更高的初速。
最大射速通常表示为每分钟六发。
该支队有八九个人，可能因军队和时期而异。在苏联服役时，5,600 kg 火炮在某些地区通常由 URAL-375 6×6 卡车、AT-S 或 AT-L 中型拖拉机牵引。

## 使用国
- 柬埔寨[來源請求]
- 中國[來源請求]
- 古巴[來源請求]
- 埃及[來源請求]
- — In service as of January 2019.[3]
- [來源請求]
- 巴基斯坦[來源請求]
- 叙利亚[來源請求]
- 越南[4]
- 辛巴威[來源請求]

### 前用户
- 安哥拉
- 伊朗
- 伊拉克
- 伊斯蘭國[5]
- 苏联
- 斯里蘭卡